# Gluviopsis rufescens
Gluviopsis rufescens är en spindeldjursart som först beskrevs av Pocock 1897.  Gluviopsis rufescens ingår i släktet Gluviopsis och familjen Daesiidae.

## Underarter
Arten delas in i följande underarter:
- G. r. pygmaea
- G. r. rufescens